# Spinone al Lago
Spinone al Lago (lombardul: Spinù) település Olaszországban, Lombardia régióban, Bergamo megyében. Lakosainak száma 981 fő (2023. január 1.). Spinone al Lago Bianzano, Gaverina Terme, Ranzanico, Casazza és Monasterolo del Castello községekkel határos.

## Népesség
A település lakossága az elmúlt években az alábbi módon változott:
| Lakosok száma | 1033 | 1023 | 981  |
|               | 2017 | 2018 | 2023 |